# Miss USA 2014
Miss USA 2014, est la 63e élection de Miss USA, qui a lieu en juin 2014 à Bâton-Rouge : la gagnante, Nia Sanchez, succède à Erin Brady, Miss Connecticut USA 2013.

## Ordres d'appels des finalistes
TOP 20
1. MISS VIRGINIA
2. MISS NORTH DAKOTA
3. MISS GEORGIA
4. MISS INDIANA
5. MISS TENNESSEE
6. MISS FLORIDA
7. MISS CALIFORNIA
8. MISS ALABAMA
9. MISS NEVADA
10. MISS ARIZONA
11. MISS MARYLAND
12. MISS MINNESOTA
13. MISS OKLAHOMA
14. MISS NEW JERSEY
15. MISS LOUISIANA
16. MISS IOWA
17. MISS NEBRASKA
18. MISS WISCONSIN
19. MISS PENSYLVENIA
20. MISS SOUTH CAROLINA
TOP 10
1. MISS FLORIDA
2. MISS NORTH DAKOTA
3. MISS GEORGIA
4. MISS MARYLAND
5. MISS CALIFORNIA
6. MISS SOUTH CAROLINA
7. MISS IOWA
8. MISS WISCONSIN
9. MISS NEVADA
10. MISS LOUISIANA
TOP 6
1. MISS GEORGIA
2. MISS LOUISIANA
3. MISS NEVADA
4. MISS FLORIDA
5. MISS NORTH DAKOTA
6. MISS IOWA

## Résultats
| Résultats finaux | Candidates |
| Miss USA 2014    | - Nevada - Nia Sanchez |
| 1re dauphine     | - Dakota du Nord - Audra Mari |
| 2e dauphine      | - Géorgie - Tiana Griggs |
| 3e dauphine      | - Louisiane - Brittany Guidry |
| 4e dauphine      | - Floride - Brittany Oldehoff |
| 5e dauphine      | - Iowa - Carlyn Bradarich § |
| Top 10           | - Californie - Cassandra Kunze - Maryland - Taylor Burton - Caroline du Sud - Christina Zapolski - Wisconsin - Bishara Dorre |
| Top 20           | - Alabama - Jesica Warren Alhberg - Arizona - Jordan Wessel - Indiana - Mekayla Diehl - Minnesota - Haley O'Brien - Nebraska - Amanda Soltero - New Jersey - Emily Shah - Oklahoma - Brooklynne Young - Pennsylvanie - Valerie Gatto - Tennessee - Kristy Landers Niedenfuer - Virginie - Arielle Rosmarino |

### Prix spéciaux
| Prix spéciaux   | Candidates                         |
| Miss Sympathie  | - Rhode Island - Christina Palavra |
| Miss Photogénie | - Californie - Cassandra Kunze     |

## Candidates
| Pays                 | Candidate           | Âge    | Taille | Ville            |
| -------------------- | ------------------- | ------ | ------ | ---------------- |
| Alabama              | Jesica Alhberg      | 24 ans |        | Mountain Brook   |
| Alaska               | Kendall Bautista    | 21 ans |        | Anchorage        |
| Arizona              | Jordan Wessel       | 20 ans |        | Tempe            |
| Arkansas             | Helen Wisner        | 24 ans |        | Fayetteville     |
| Californie           | Cassandra Kunze     | 20 ans |        | El Cajon         |
| Caroline du Nord     | Olivia Olvera       | 26 ans |        | Fayetteville     |
| Caroline du Sud      | Christina Zapolski  | 21 ans |        | North Charleston |
| Colorado             | Eleanna Livaditis   | 24 ans |        | Centennial       |
| Connecticut          | Desirée Pérez       | 25 ans |        | Greenwich        |
| Dakota du Nord       | Audra Mari          | 20 ans |        | Fargo            |
| Dakota du Sud        | Brittney Palmer     | 24 ans |        | Brookings        |
| Delaware             | Kelsey Miller       | 22 ans |        | Wilmington       |
| District of Columbia | Ciera Nicole Butts  | 23 ans |        | Washington       |
| Floride              | Brittany Oldehoff   | 24 ans |        | Fort Lauderdale  |
| Géorgie              | Tiana Griggs        | 22 ans |        | Monticello       |
| Hawaï                | Moani Hara          | 23 ans |        | Honolulu         |
| Idaho                | Yvette Bennett      | 23 ans |        | Boise            |
| Illinois             | Lexi Atkins         | 20 ans |        | Champaign        |
| Indiana              | Mekayla Diehl       | 24 ans |        | Elkhart          |
| Iowa                 | Carlyn Bradarich    | 23 ans |        | Hampton          |
| Kansas               | Audrey Banach       | 20 ans |        | Lenexa           |
| Kentucky             | Destin Kincer       | 20 ans |        | Whitley City     |
| Louisiane            | Brittany Guidry     | 22 ans |        | Houma            |
| Maine                | Samantha Dahlborg   | 19 ans |        | Gorham           |
| Maryland             | Taylor Burton       | 24 ans |        | La Plata         |
| Massachusetts        | Caroline Lunny      | 22 ans |        | Holliston        |
| Michigan             | Elizabeth Ivezaj    | 24 ans |        | Macomb           |
| Minnesota            | Haley O'Brien       | 21 ans |        | Excelsior        |
| Mississippi          | Chelsea Reardon     | 22 ans |        | Southaven        |
| Missouri             | Erica Sturdefant    | 22 ans |        | Springfield      |
| Montana              | Kadie Latimer       | 24 ans |        | Kalispell        |
| Nebraska             | Amanda Soltero      | 22 ans |        | Columbus         |
| New Hampshire        | Amber Faucher       | 22 ans |        | Manchester       |
| New Jersey           | Libell Duran        | 22 ans |        | Keasbey          |
| New York             | Joanne Nosuchinsky  | 24 ans |        | Hell's Kitchen   |
| Nouveau-Mexique      | Kathleen Danzer     | 24 ans |        | Albuquerque      |
| Ohio                 | Kristin Smith       | 21 ans |        | Dayton           |
| Oklahoma             | Makenzie Muse       | 20 ans |        | Oklahoma City    |
| Oregon               | Gabrielle Neilan    | 22 ans |        | Gresham          |
| Pennsylvanie         | Jessica Billings    | 25 ans |        | Berwyn           |
| Rhode Island         | Brittany Stenovitch | 19 ans |        | Cranston         |
| Tennessee            | Brenna Mader        | 25 ans |        | Nashville        |
| Texas                | Alexandria Nugent   | 20 ans |        | Dallas           |
| Utah                 | Marissa Powell      | 21 ans |        | Salt Lake City   |
| Vermont              | Sarah Westbrooke    | 24 ans |        | Burlington       |
| Virginie             | Shannon McAnally    | 24 ans |        | Arlington        |
| Virginie-Occidentale | Chelsea Welch       | 22 ans |        | West Union       |
| Washington           |                     | 24 ans |        | Redmond          |
| Wisconsin            | Bishara Dorre       | 23 ans |        | Milwaukee        |
| Wyoming              | Lexi Hill           | 19 ans |        | Gillette         |